# Carleton Siding
Carleton Siding est une communauté du Canada situé dans le comté de Prince, sur l'Île-du-Prince-Édouard. Elle se trouve au sud-est de Summerside.